# Slag bij Texel (1694)

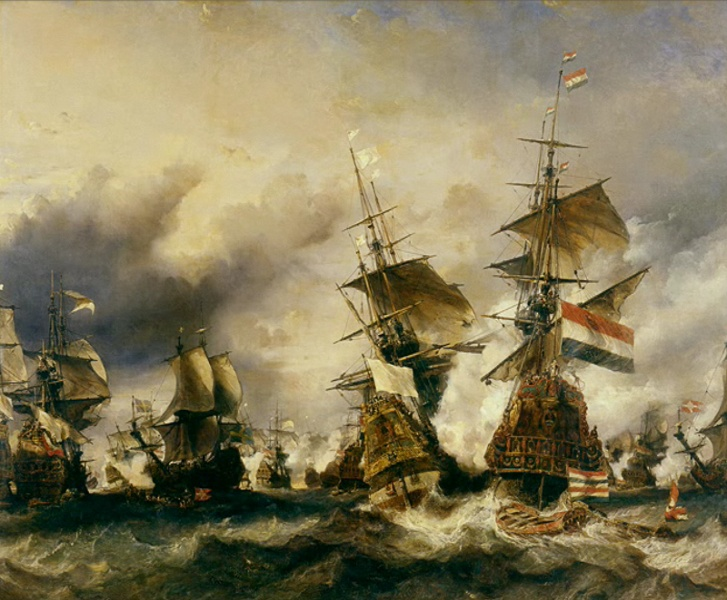
Slag bij Texel 1694. Eugène Isabey

De Slag bij Texel vond plaats op 29 juni 1694 ter hoogte van het eiland Texel tijdens de Negenjarige Oorlog.
Hij werd gevoerd tussen een klein eskader van Duinkerkse kaperschepen onder commando van Jan Baert en een groep Hollandse oorlogsschepen onder Schout bij Nacht Hidde Sjoerds de Vries. Het doel van de kapers was het terugveroveren van een vloot van 60 koopvaarders geladen met graan. De Vries, neef van de Tjerk Hiddes de Vries, raakte in de slag gewond en werd gevangengenomen. Hij overleed later te Duinkerke. Ook Jan Baert had een legendarische oom, de zeeheld Jan Jacobsen.

## De achtergrond
In 1694 heerste er in Frankrijk hongersnood: er was een groot tekort aan graan en door speculanten werden de prijzen enorm opgedreven. De Franse koning kocht graan in Rusland en Polen, maar de transporten van dit graan werden veelvuldig aangevallen door vijandige schepen, terwijl de Deense en Zweedse oorlogsschepen die waren ingehuurd om de graanschepen te beschermen zich afzijdig hielden.
Schout bij Nacht De Vries had opdracht van Willem III om elk vaartuig dat met graan geladen was te onderscheppen. Dit liet hij ook weten aan Jan Bart, die vroeger nog onder Michiel de Ruyter had gediend.

## De slag
Op 29 mei 1694 kreeg Jan Bart opdracht om naar Noorwegen te varen en een konvooi van 120 graanschepen naar Frankrijk te brengen. Het konvooi wachtte niet op hem en vertrok onder begeleiding van drie neutrale oorlogsschepen (2 Deense en 1 Zweeds). Het konvooi werd onmiddellijk door de Hollanders veroverd zonder dat er 1 schot was gelost. Jan Bart zocht de vloot en vond ze uiteindelijk op 29 juni om 03:00 uur voor Texel.
Ondanks dat hij minder stukken had viel hij om 05:00 uur het Hollandse vlaggenschip aan.
Na een felle strijd - die slechts een half uur duurde - werd de 'Prins Friso' veroverd waarbij de ernstig gewonde Hidde de Vries werd gevangengenomen. Twee andere schepen werden ook veroverd, waarna de overige vijf de vlucht namen.
De verliezen aan de kant van de republiek kwamen op 100 gedood, 129 gewond en 455 gevangenen.
Jan Bart repareerde de schade aan zijn schepen en begeleidde het konvooi naar Duinkerke, waar het op 3 juli werd ontvangen onder luid gejuich van een enorme menigte.
Na de slag was de naam 'Jean Bart' in heel Frankrijk bekend. Hij slaagde erin de Hollanders het graan afhandig te maken. Hij nam het met zes kleine fregatten op tegen 6 grotere van Holland. Als gevolg hiervan daalde de graanprijs in Frankrijk met 90% (van 30 tot 3 pond per schepel). Lodewijk XIV sloeg Bart daarop tot ridder en benoemde hem tot commandant van de zeemacht van Duinkerke.

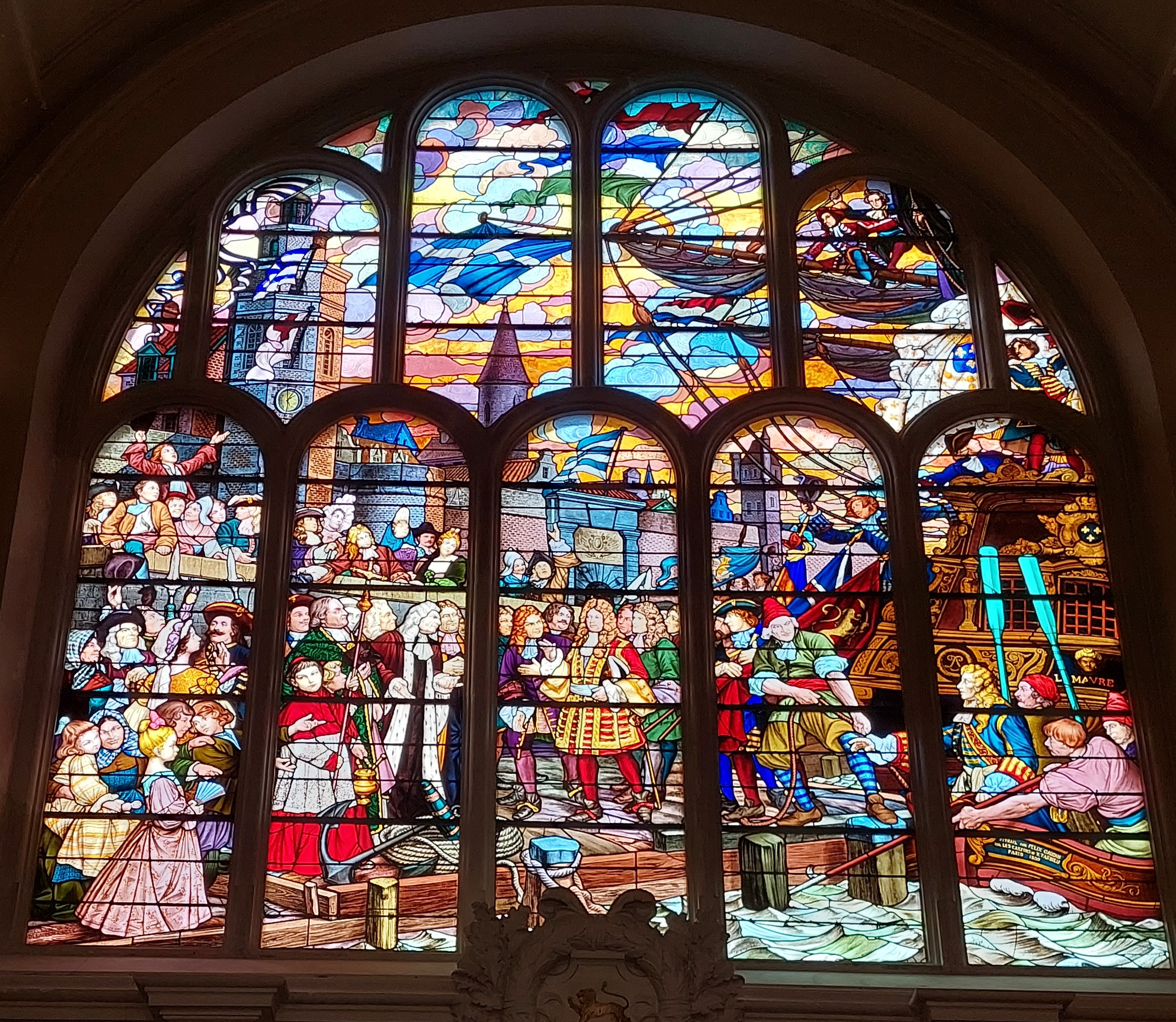
De terugkeer van Jan Bart in Duinkerke op een glasraam van Félix Gaudin